# Абхазские фамилии
Абхазские фамилии — фамилии распространённые среди абхаз и абазин. Доминирующие исконные абхазские фамильные окончания — ба, ипа/пха, аа и др. Абхазские фамилии не склоняются.

## Окончания фамилий
Ба — окончание присутствует почти у всех этносов абхазов, включая бзыпцев (существует миф что у бзыпских абхазов окончание «ба» отсутствует), с устаревшего абхазского переводится как «сын»; обычно в подобных фамилиях перед окончанием стоит имя родоначальника. Примеры: Эшба, Эзугба, Авидзба, Квадзба, Адлейба.
Ипа — абхазское окончание, переводится и значится также как «ба», например: Дзиапш-ипа (Дзиапш — родоночальник, и — его, па — сын). Примеры: Багаракан-ипа, Мас-ипа, Кайтамас-ипа, Адагуа-ипа.
Уа — возможно абхазское окончание, с абхазского языка переводится как «люди», например: Бигуаа (люди Бига, Биг — родоначальник). Примеры: Джологуа, Заркуа, Куруа, Кулукуа, Парукуа, Тапагуа.
Аа — абхазское окончание, обозночает множественное число представитилей (сыновей) какого либо человека (родоночальника), например: Агумаа (дословно — агумаавцы, гумцы). Часто заменялось мегрельским «ава». Примеры: Агухаа, Сичинаа, Буаа, Схоцаа, Пацаа, Аристаа.
Ан — абхазское окончание, может переводится как «матерь», например: Маршьан, Озган, Барчан, Бевдан, Уардан/Аюардан (Варданэ/Вардане).

## Редкие окончания
Менее распростроненные окончания (фамилии с подобными окончаниями редки, а также единичны и переводятся по своему):
Ьыл — окончание, не поддающиеся переводу, например: Таркьыл, встречается в единичных случаях.
Аб — абхазское окончание, может переводится как «отец», например: Анкваб (Анкуаб).
Иц — окончание, не поддающиеся переводу, например: Барциц, встречается в единичных случаях.
Иг — окончание, не поддающиеся переводу, например: Хашиг встречается в единичных случаях.
Ча — окончание, не поддающиеся переводу, например: Пандзача, Уача. встречается в единичных случаях либо полностью вымерло, может переводится как «ачы» — «лицо».
Ал — окончание, не поддающиеся переводу, например: Хурухмал, Аджьынджьал, Бзыскал, встречается в единичных случаях.
Ат — окончание, не поддающиеся переводу, например: Хпат, встречается в единичных случаях.
Ар — окончание, не поддающиеся переводу, например: Дбар, встречается в единичных случаях, может переводится как «войско, армия».
Оу — окончание, не поддающиеся переводу, например: Баллоу, Апхазоу. встречается в единичных случаях, может быть именем родоночальника, среди абхазских имен распростроненны окончания «оу» (Нарсоу, Нарчоу, Бзоу, Кьасоу).
и др.

## Иностранные окончания
Окончания среди абхазов по типу «ов/ев» имеют северо-кавказское или русское происхождение, окончания «оглы» турецкое происхождение.
Носители многочисленных окончаний «ия, ая, ава, дзе, швили» однозначно являются в большинстве абхазами, но их фамилии это результат грузинизации Абхазии, по мнению большинства абхазских учёных.

## Вымершие в Абхазии фамилии
В Абхазии фамилии: Ааҭу (Џьырхәа), Акамбашь (Аӡҩыбжьа), Абарӡыуа (Ԥақәашь), Акәарауа (Кындыӷ), Амкәаџь (Ҷлоу), Арындаа (Аҷандара), Артылакәа (Тҟәарчал), Амшәынба (Џьырхәа), Ахтеиба (Ҷлоу), Ашәрхәа (Лӡаа), Барна-иԥа (Ԥақәашь), Гьагәа (Аҭара), Далҭрыҟәа (Калдахәара), Жьаԥшь (Аацы), Кәыкәынба (Аӡҩыбжьа), Кәыжәлар (Гәыԥ), Кәыршәба (Мықә), Қәиарба (Калдахәара), Лахәуа (Кәтол), Мзалиа (Кындыӷ), Мызлакьиа (Аӡҩыбжьа), Ԥадыбыканба (Аацы), Ԥатулили (Аӡҩыбжьа), Самахьӡаа (Ԥақәашь), Саиаа (Ӷәада), Сасран (Арасаӡыхь), Ҭҳәазоу (Елыр), Хәахәа (Ҷлоу), Цәымфаф (Аӡҩыбжьа), Ҵлышба (Отаԥ), Чеиба (Ҷлоу), Шаиба (Тҟәарчал), Шьамагәуа (Маркәыла), Шьаԥшь (Аацы), Шәныхәа (Аӡҩыбжьа) считаются вымершими и почти не встречаются.